# Okrajno sodišče v Šmarju pri Jelšah
Okrajno sodišče v Šmarju pri Jelšah je okrajno sodišče Republike Slovenije s sedežem v Šmarju pri Jelšah, ki spada pod Okrožno sodišče v Celju Višjega sodišča v Celju. Trenutna predsednica (2007) je Barbara Zavolovšek.